# Ulrika Persson
Anna Ulrika Persson (ur. 7 marca 1975 w Torsby) – szwedzka biegaczka narciarska, zawodniczka klubu Sunne SK.

## Kariera
Po raz pierwszy na arenie międzynarodowej Ulrika Persson pojawiła się 22 listopada 1998 roku w zawodach FIS Race w Bruksvallarna, gdzie zajęła 13. miejsce w biegu na 5 kilometrów techniką dowolną. W Pucharze Świata zadebiutowała 13 marca 1999 roku w Falun, zajmując 47. miejsce w biegu na 15 km stylem klasycznym. Pierwsze pucharowe punkty wywalczyła ponad trzy lata później - 21 grudnia 2002 roku w Ramsau zajęła 29. miejsce w biegu łączonym na 10 km. W klasyfikacji generalnej najlepiej wypadła w sezonie 2003/2004, który ukończyła na 100. pozycji. Od 2001 roku startowała także w cyklu FIS Marathon Cup, zajmując między innymi czwarte miejsce w klasyfikacji generalnej FIS Marathon Cup 2000/2001|sezonu 2000/2001. Czterokrotnie stawała na podium, przy czym dwukrotnie zwyciężała w szwedzkim Vasaloppet (2001 i 2003). W 2002 roku wzięła udział w biegu na 30 km klasykiem podczas igrzysk olimpijskich w Salt Lake City, ale nie ukończyła rywalizacji. Nigdy nie wystąpiła na mistrzostwach świata.

## Osiągnięcia

### Igrzyska Olimpijskie
| Miejsce | Dzień     | Rok  | Miejscowość    | Konkurencja             | Czas biegu  | Strata | Zwyciężczyni      |
| ------- | --------- | ---- | -------------- | ----------------------- | ----------- | ------ | ----------------- |
| DNF     | 24 lutego | 2002 | Salt Lake City | 30 km stylem klasycznym | 1:30:57.1 h | -      | Gabriella Paruzzi |

### Puchar Świata

#### Miejsca w klasyfikacji generalnej
- sezon 2002/2003: 101.
- sezon 2003/2004: 100.
- sezon 2005/2006: 107.

#### Miejsca na podium
Persson nigdy nie stała na podium indywidualnych zawodów Pucharu Świata.

### FIS Marathon Cup

#### Miejsca w klasyfikacji generalnej
- sezon 2000/2001: 4.
- sezon 2002/2003: 6.
- sezon 2003/2004: 8.
- sezon 2004/2005: 7.
- sezon 2008/2009: 22.
- sezon 2011/2012: 43.

#### Miejsca na podium
| Nr | Dzień       | Rok  | Zawody             | Dystans                 | Czas biegu  | Strata  | Pozycja | Zwyciężczyni       |
| -- | ----------- | ---- | ------------------ | ----------------------- | ----------- | ------- | ------- | ------------------ |
| 1. | 4 marca     | 2001 | Vasaloppet         | 90 km stylem klasycznym | 4:31:05,0 h | -       | 1.      | -                  |
| 2. | 2 marca     | 2003 | Vasaloppet         | 90 km stylem klasycznym | 4:32:57,0 h | -       | 1.      | -                  |
| 3. | 11 stycznia | 2004 | Jizerská padesátka | 50 km stylem klasycznym | 2:32:51,0 h | +26,0 s | 2.      | Cristina Paluselli |
| 4. | 6 marca     | 2005 | Vasaloppet         | 90 km stylem klasycznym | 4:24:09,0 h | +56,0 s | 2.      | Sofia Lind         |